# 雪姫羽二重糯
雪姫羽二重糯（ゆきひめはぶたえもち）は、滋賀県農業技術振興センターが開発した日本のイネの品種名および銘柄名である。もち米の品種。

## 概要
1996年から「滋賀羽二重糯」の中から突然変異による優良な個体を繰り返し選抜して育成された品種。
2007年に命名し、2010年2月19日に品種登録。
収量性や耐病性などの栽培面は「滋賀羽二重糯」とほぼ同じで、食味や餅質の優れた特性を引き継ぎ、餅や蒸し米が硬くなりにくい。